# Aseroë
Aseroë is een geslacht van schimmels behorend tot de familie Phallaceae. De typesoort is Aseroe rubra.

## Soorten
Volgens Index Fungorum heeft dit geslacht 11 soorten (oktober 2020), namelijk:
| Soortnaam                   | Auteur(s)                   | Publicatiejaar |
| --------------------------- | --------------------------- | -------------- |
| Aseroe calathiscus          | Schltdl.                    | 1847           |
| Aseroe coccinea             | Imazeki & Yoshimi ex Kasuya | 2007           |
| Aseroe corrugata            | Colenso                     | 1884           |
| Aseroe genovefae            | Decary                      | 1946           |
| Aseroe hookeri              | Berk.                       | 1855           |
| Aseroe lysuroides           | E. Fisch.                   | 1886           |
| Aseroe multiradiata         | Zoll.                       | 1854           |
| Aseroe pallida              | Lloyd                       | 1909           |
| Aseroe poculiformis         | F.M. Bailey                 | 1910           |
| Aseroe rubra (Sterschimmel) | Labill.                     | 1800           |
| Aseroe viridis              | Berk. & Hook. f.            | 1844           |